# Nectarinia famosa
La nettarinia malachite (Nectarinia famosa (Linnaeus, 1766)) è un uccello della famiglia Nectariniidae, diffuso in Africa.

## Tassonomia
Sono note due sottospecie:
- Nectarinia famosa famosa (Linnaeus, 1766) - diffusa in Zimbabwe, Mozambico occidentale e Sudafrica.
- Nectarinia famosa cupreonitens  Shelley, 1876 - diffusa da Etiopia ed Eritrea sino a Zambia, Malawi e Mozambico settentrionale